# Soft Play
I Soft Play sono un gruppo musicale punk rock britannico formatosi nel 2012 a Royal Tunbridge Wells. La band è formata da Laurie Vincent (chitarra, basso, voce) e Isaac Holman (batteria, voce). Hanno adottato il nome Slaves fino al 2022, per evitare la prosecuzione delle critiche di razzismo e discriminazione.

## Storia
I Soft Play pubblicano il primo EP Sugar Coated Bitter Truth sotto l'etichetta Boss Tuneage. Il primo singolo, "Where's Your Car Debbie?", è reso disponibile nel 2014 sotto la Fonthill Records. In seguito il gruppo firma un contratto con la Virgin EMI. Nel novembre 2014 escono due singoli: "Hey" e "The Hunter". Successivamente appaiono nel programma televisivo Later... with Jools Holland e nel 2015 viene nominata per il premio Sound of... promosso dalla BBC.
Il 1 giugno 2015 il duo ha pubblicato il primo album in studio, Are You Satisfied?. L'album ha raggiunto l'ottava posizione nella Official Albums Chart, la classifica settimanale degli album più venduti nel Regno Unito.
Il 30 settembre 2016 esce il secondo album in studio, Take Control. All'interno del disco è presente una collaborazione con Mike D dei Beastie Boys. L'album ha avuto ancora più successo rispetto al precedente, arrivando a raggiungere la sesta posizione nella Official Albums Chart.
Il 20 marzo 2018 i Soft Play annunciano su Instagram che stanno lavorando al terzo album in studio. L'album, Acts of Fear and Love, è stato pubblicato il 17 agosto 2018.
Il 19 luglio 2024 è stato pubblicato il quarto album in studio, Heavy Jelly.

## Formazione
- Laurie Vincent (nato il 28 dicembre 1993) - chitarra, basso, voce
- Isaac Holman (nato il 30 ottobre 1991) - batteria, voce

## Discografia

### Album in studio
| Titolo                | Data di pubblicazione |
| --------------------- | --------------------- |
| Are You Satisfied?    | 1 giugno 2015         |
| Take Control          | 30 settembre 2016     |
| Acts of Fear and Love | 17 agosto 2018        |
| Heavy Jelly           | 19 luglio 2024        |

### EP
| Titolo                    | Data di pubblicazione |
| ------------------------- | --------------------- |
| Sugar Coated Bitter Truth | 19 luglio 2012        |

### Singoli
| Titolo                                  | Anno Di Pubblicazione | Album                 |
| --------------------------------------- | --------------------- | --------------------- |
| "Where's Your Car Debbie?"              | 2014                  | Are You Satisfied?    |
| "Hey"                                   | 2014                  | Are You Satisfied?    |
| "The Hunter"                            | 2014                  | Are You Satisfied?    |
| "Cheer Up London"                       | 2015                  | Are You Satisfied?    |
| "Sockets"                               | 2015                  | Are You Satisfied?    |
| "Spit It Out"                           | 2016                  | Take Control          |
| "Take Control"                          | 2016                  | Take Control          |
| "People That You Meet"                  | 2016                  | Take Control          |
| "Consume Or Be Consumed" (feat. Mike D) | 2016                  | Take Control          |
| "Hypnotised"                            | 2016                  | Take Control          |
| "Cut and Run"                           | 2018                  | Acts of Fear and Love |
| "Chokehold"                             | 2018                  | Acts of Fear and Love |